# TRY ME 〜私を信じて〜
「TRY ME 〜私を信じて〜」（トライ・ミー わたしをしんじて）は、安室奈美恵 with SUPER MONKEY'Sの楽曲で、1995年1月25日にEASTWORLD/東芝EMIから発売された。安室奈美恵の5枚目のシングルで、安室奈美恵with SUPER MONKEY'S名義で2枚目のシングルである。

## 概要
- MAX松浦プロデュース、DAVE RODGERSサウンドプロデュースによるユーロビート路線第1弾である。
- 「TRY ME 〜私を信じて〜」はLOLITAの「TRY ME」のカバー。
- 「MEMORIES 〜明日のために〜」はNORMA SHEFFIELDの「MEMORIES」のカバー。
- 「MEMORIES 〜明日のために〜 (EXTENDED VERSION)」、「TRY ME 〜私を信じて〜 （B4 ZA BEAT MIX）」が存在し、これらをフルコーラスで収録するものはアナログ盤のみである。1コーラスのみ『SUPER EUROBEAT VOL.150』のディスク2に「TRY ME 〜私を信じて〜 （B4 ZA BEAT MIX）」が収録されている[注 1]。
- 「TRY ME 〜私を信じて〜」は、『SUPER EUROBEAT VOL.70』のボーナス・ディスクに別ミックス（明記なし）でフル・コーラス収録されている。
- 当初は他の新人アーティストによりNTTポケットベルのCMに提供が予定されたが、CMは吉江一男により「『CM制作は商品が売れている時はCMのイメージを安易に動かしてはいけない』という暗黙のルールがある。本楽曲はコード進行がマイナーな曲だからメジャーがいい」と久宝留理子「早くしてよ」を採用する。本作をプロデュースした松浦は「これはもう出せないな」と諦めかけたが、「あの曲をやらせてほしい」とミナミスポーツのテレビCMに楽曲提供と安室の出演が決定した[1]。
- オリコンシングルチャート1995年2月6日付で初登場49位、3月27日付10位、4月17日付最高位8位、トップ100以内に25週ランクインする。松浦は「いざ出したら、バックオーダーが毎日4 - 5千枚きて、こっちがびっくりした」と語っている[1]。
- 小室哲哉が安室と出会う前に本楽曲を聞き、「僕が書いたみたいで、この子と縁がありそうだ」と思ったことを語っている[2]。なお、当初から本楽曲が小室プロデュースという誤情報が掲載されることも多かった。
- SUPER MONKEY'Sおよび安室奈美恵としては初のヒット曲であるものの、1997年以降、ライブで披露される機会は少なく、2001年「namie amuro tour 2001 break the rules」と、2012年「namie amuro 5大ドーム TOUR 2012 ～20th Anniversary Best～」で、「太陽のSEASON」とメドレーで歌われたのみだった[注 2]。2017年、地元・沖縄にて開催された25周年記念野外ライブ『namie amuro 25th ANNIVERSARY LIVE」において、実に20年ぶりにフルコーラスで披露された。

## チャート成績
本作は累計73.3万枚を売り上げた（オリコン調べ）。累計出荷枚数は75万枚。

## 収録曲
全作詞：鈴木計見 / 全作曲：HINOKY TEAM / 全編曲：DAVE RODGERS
1. TRY ME 〜私を信じて〜(3:58)
2. MEMORIES 〜明日のために〜(4:00)
3. TRY ME 〜私を信じて〜 (Original Karaoke)(3:58)
4. MEMORIES 〜明日のために〜 (Original Karaoke)(4:00)

## タイアップ
- TRY ME 〜私を信じて〜
  - 95'「ミナミ」CMソング

## 収録作品
| 規格                         | タイトル                                                                             | 種類                     | 備考                                                                       |
| 1. TRY ME 〜私を信じて〜     | 1. TRY ME 〜私を信じて〜                                                             | 1. TRY ME 〜私を信じて〜 | 1. TRY ME 〜私を信じて〜                                                   |
| ---------------------------- | ------------------------------------------------------------------------------------ | ------------------------ | -------------------------------------------------------------------------- |
| CD                           | DANCE TRACKS VOL.1                                                                   | オリジナルアルバム       | ※ 異なるバージョン (NEW ALBUM MIX・EXTENDED VERSION) を2曲収録。           |
| CD                           | ORIGINAL TRACKS VOL.1                                                                | ベストアルバム           | 項目参照                                                                   |
| CD                           | 181920                                                                               | ベストアルバム           | 項目参照                                                                   |
| CD                           | namie amuro 5 Major Domes Tour 2012 〜20th Anniversary Best〜                        | ライヴアルバム           | 項目参照                                                                   |
| CD                           | Finally                                                                              | ベストアルバム           | 楽曲を再録・ニューレコーディングで収録。                                   |
| 配信限定                     | namie amuro 25th ANNIVERSARY LIVE in OKINAWA at 宜野湾海浜公園野外特設会場 2017.9.16 | 配信限定ライヴアルバム   | 項目参照                                                                   |
| 配信限定                     | namie amuro Final Tour 2018 〜Finally〜 at Tokyo Dome 2018.6.3                       | 配信限定ライヴアルバム   | 項目参照                                                                   |
| 映像作品                     | AMURO NAMIE FIRST ANNIVERSARY 1996 LIVE AT MARINE STADIUM                            | ライヴ映像               | 項目参照                                                                   |
| 映像作品                     | namie amuro tour 2001 break the rules                                                | ライヴ映像               | ※ ファンクラブ限定盤 のみに収録。                                          |
| 映像作品                     | namie amuro 5 Major Domes Tour 2012 〜20th Anniversary Best〜                        | ライヴ映像               | 項目参照                                                                   |
| 映像作品                     | namie amuro 25th ANNIVERSARY LIVE in OKINAWA                                         | ライヴ映像               | - 『namie amuro Final Tour 2018 〜Finally〜』内に付属                      |
| 映像作品                     | namie amuro Final Tour 2018 〜Finally〜                                              | ライヴ映像               | ※ 豪華盤のみ、5公演 (名古屋・大阪・札幌・福岡・5月東京) の映像が存在する。 |
| 1. MEMORIES 〜明日のために〜 |                                                                                      |                          |                                                                            |
| CD                           | ORIGINAL TRACKS VOL.1                                                                | ベストアルバム           | 項目参照                                                                   |
| 映像作品                     | AMURO NAMIE FIRST ANNIVERSARY 1996 LIVE AT MARINE STADIUM                            | ライヴ映像               | 項目参照                                                                   |

## カバー
- 五木ひろし『リサイタル～21世紀の喝采がきこえる IN 青山劇場』（1997年6月18日）